# Jan Molander
Jan Molander (2 de abril de 1920 – 30 de junio de 2009) fue un actor y director de nacionalidad sueca, poseedor de una larga carrera en la industria cinematográfica y televisiva de su país.

## Biografía
Su nombre completo era Jan Göran Gustaf Harald Molander, y nació en Estocolmo, Suecia. Sus padres eran el actor y director Gustaf Molander y Elsa Fahlberg, y su hermanastro el director y productor Harald Molander, fruto del primer matrimonio de su padre con la actriz Karin Molander. 
Desde 1942 a 1945 estudió en la Dramatens elevskola (la escuela dramática del Teatro Dramático Real), y debutó en el cine interpretando a un estudiante en la película de 1944 Hets, dirigida por Alf Sjöberg y escrita por el ayudante de dirección Ingmar Bergman, y que fue un éxito de crítica. 
Molander trabajó como director para Sveriges Radio y para televisión en los años 1950 y 1960, estando a cargo de las transmisiones teatrales entre 1969 y 1972.  
Jan Molander falleció en 2009 en Suecia, a los 89 años de edad, por causas naturales. Sus hijas, Anita Molander (nacida en 1950) y Mari Molander (1954), también han seguido carreras en la industria del espectáculo—Anita como actriz y Mari como bailarina, actriz y directora.